# Oreochromis ismailiaensis
Oreochromis ismailiaensis är en fiskart som beskrevs av Mekkawy, 1995. Oreochromis ismailiaensis ingår i släktet Oreochromis och familjen Cichlidae. IUCN kategoriserar arten globalt som otillräckligt studerad. Inga underarter finns listade i Catalogue of Life.